# Felix Morlion
André Edward Maria Josef (Felix) Morlion (Diksmuide, 16 mei 1904 - New York, 10 december 1987) was een Belgisch dominicaan, theoloog, diplomaat en geheim agent.

## Levensloop
In Diksmuide opgegroeid, werd Morlion als adolescent ongelovig. De oorlogstijd bracht hem naar de Kerk terug en toen hij eenentwintig werd trad hij in bij de dominicanen. Alvorens in 1929 tot priester te worden gewijd, volgde hij de gewone studies van filosofie en theologie, zowel binnen de orde zelf als in de Katholieke Universiteit Leuven. Bij deze laatste volgde hij ook ingenieursstudies.
Morlion, gehuld in zijn kenmerkende pij van dominicaan, was een imposante verschijning, zowel in lengte als in gewicht.
Bij zijn overlijden, gevolg van een paar hartaanvallen, werd hij beschreven als de man die gedurende een halve eeuw als diplomatieke probleemoplosser ageerde onder de wereldleiders.

## Pro Deo-beweging
Hij was pas achtentwintig toen hij, met de goedkeuring van zijn oversten, de United People's Movement stichtte, vooral bekend als de Pro Deo-beweging, met als doel de oecumene te bevorderen onder jonge mannen van alle geloofsbelijdenissen, die veelbelovend waren als toekomstige leiders in politiek, onderwijs, cultuur of religie. Hij verkondigde zijn opinies via het maandblad United People dat verspreiding vond in 152 landen. Tijdens de jaren dertig begon hij acties tegen het naziregime. Zijn Pro Deo-afdelingen in Brussel en Amsterdam werden belangrijke inlichtingendiensten over wat in Duitsland gebeurde en hoe katholieken er vervolgd werden. 
In 1940 verliet hij het bezette België, eerst voor Parijs, weldra voor Lissabon, waar hij opnieuw een Pro Deo-dienst organiseerde. Hij begon contacten op te nemen met het beginnende Verzet. Hij zette zich onder meer in voor het redden van Joden. Toen de nazi's midden 1941 een losprijs van 1 miljoen dollars uitloofden voor wie hem uitleverde, vluchtte hij naar New York. Hij stichtte er het persagentschap C.I.P. (Catholic International Press), dat weldra kantoren opende in Londen en Lissabon. Vanuit New York publiceerde hij een nieuwsbrief met informatie bijeengebracht via verzetsbewegingen.
In 1944 was hij, zodra de stad bevrijd was, actief in Rome. Hij kon er rekenen op heel wat relaties, zowel binnen zijn eigen orde als in het Vaticaan. Ook na de oorlog bleef zijn inlichtingendienst actief, meer bepaald in het kader van de Koude Oorlog. Naast zijn inlichtingendienst stichtte hij, als onderdeel van Pro Deo en met de steun van paus Pius XII en van de toekomstige paus Paulus VI, het Advanced Institute of Public Opinion Sciences, een school vooral bedoeld voor de opleiding van katholieke journalisten, die bij uitbreiding de Internationale Universiteit voor Sociale Studies  Hij werd er de bezieler en tot in 1975 de president van. Een van de secretarissen die hij toen had was de jonge Giulio Andreotti. Verschillende latere Italiaanse eerste ministers en andere politieke leiders volgden cursussen aan deze universiteit, die vanaf de jaren zestig ook de verplichte leerschool werd voor Latijns-Amerikaanse priesters die hogere functies binnen de Kerk beoogden. Dit was een eerste aanzet om de kerkelijke hiërarchie te behoeden tegen het marxisme en de linkse 'bevrijdingstheologie'. Binnen deze universiteit werden de idealen gepromoveerd die Morlion met zijn Pro Deo-beweging had vooropgesteld. In 1974 kwam er een nieuwe wending, dankzij de steun van Umberto Agnelli, Guido Carli (die voorzitter werd) en andere bedrijfsleiders, die er een ondersteuning in zagen van de vrije markt. De universiteit kreeg de naam Libera università internazionale degli studi sociali (LUISS) en werd georganiseerd in vier faculteiten: recht - financies en economie - business en management - politieke wetenschappen.
In 1976 richtte Morlion de International Committee of Human Relations for Peace op.

## Film
Morlion interesseerde zich vroeg voor de film, in een tijd toen vanuit de katholieke kerk met argwaan naar deze nieuwe vorm van communicatie werd gekeken. In België was hij een van de oprichters van de Katholieke Filmliga, die een positieve houding tegenover de film aannam en met eigen publicaties de 'betere' en 'moreel verantwoorde' films promoveerde.
Hij waagde zich aan het draaien van documentaire films. Dit bracht er hem toe om, eenmaal hij in de Verenigde Staten gevestigd was, de serie The American Youth Movement te maken.
Na de oorlog, eenmaal in Rome gevestigd, kwam hij in contact met de actieve en vernieuwende Italiaanse filmindustrie. Hij schreef scenario's voor Roberto Rossellini, onder meer voor de films Stromboli, terra di Dio en Francesco, giullare di Dio, het tweede in samenwerking met Federico Fellini. Hiermee wilde hij een bijdrage leveren in de strijd tegen de communistische partij en de dreiging van een rode revolutie. Deze boodschap werd echter minder opgevangen door zijn tijdgenoten dan die van de heropleving van een soort katholiek neorealisme dat zich afzette tegen het fascisme.

## Geheime diensten
De door Morlion opgerichte Pro Deo-beweging werd al vlug, naast een inlichtingendienst, een geheim agentschap met spionageactiviteiten. Zeker was het dit zodra hij zich in Lissabon had gevestigd. Hij kwam in contact met de Amerikaanse katholiek William Donovan (1883-1959), die toen alleen nog maar een eigen informeel netwerk als inlichtingendienst leidde. Ze beslisten om nauw samen te werken. Donovan hielp hem om zich vanaf 1941 in New York te vestigen. 
Toen 'Wild Bill' Donovan tot chef werd benoemd van de OSS, de eerste officiële inlichtingendienst in de Verenigde Staten, later herdoopt tot CIA, werd de samenwerking nog hechter. De vriendschap en de samenwerking gingen zo ver dat Morlion door anderen weldra gezien werd als een lid van het OSS. Wat zeker is, is dat hij actief betrokken was bij het werven van fondsen zowel voor de Amerikaanse organisatie als voor zijn eigen C.I.P. Men kon eigenlijk van een quasi-fusie spreken. Ze werd vanwege het Vaticaan symbolisch bevestigd toen paus Pius XII, zodra Rome bevrijd was, in juli 1944 aan Donovan het Grootkruis in de Orde van Sint-Sylvester toekende, een exclusief ereteken dat door de eeuwen heen in die hoogste graad aan minder dan honderd personen was toegekend. Ook na de oorlog werd de nauwe samenwerking tussen de Vaticaanse geheime diensten, vertegenwoordigd door Morlion, en de CIA actief verdergezet.
Toen Morlion in juli 1944 in Rome aankwam had hij geen probleem om er zijn weg te vinden. In het Vaticaan was een goede bekende van hem de toenmalige paus Pius XII, die als staatssecretaris kardinaal Pacelli een belangrijke ondersteuner was geweest van de Pro Deo-beweging. De regering werd voorgezeten door Alcide De Gasperi, die tijdens de oorlog een schuiloord had gevonden in het Vaticaan. Om zich persoonlijk bij hem en de burgerlijke overheid te introduceren, beschikte Morlion over een warme aanbevelingsbrief vanwege don Luigi Sturzo, de stichter van de christendemocratische partij in Italië.
Morlion trad in de volgende jaren bij heel wat problemen op als geheim vertegenwoordiger van het Vaticaan:
- Hij was mee behulpzaam voor het bereiken van een oplossing tijdens de rakettencrisis tussen de Verenigde Staten en Cuba in 1962.
- Hij was betrokken bij de vrijlating van de Oekraïense kardinaal Josyf Slipyj (1892-1984) en van de Tsjechoslovaakse kardinaal Josef Beran (1883-1969).
- Hij werkte mee in de voorbereidende fasen die leidden tot het eerste  Verdrag ondertekend door John Kennedy en Nikita Chroesjtsjov over het verbod op kernproeven.
- In 1963 trok hij samen met zijn vriend Norman Cousins naar de Sovjet-Unie en ontmoette er in zijn datsja Nikita Chroestsjov, aan wie hij een in het Russisch vertaald exemplaar van de encycliek "Pacem in terris" overhandigde, tekst die gunstig werd onthaald door de Sovjetleiders.
- Achter de schermen werkte hij aan de verbetering van de naoorlogse relaties tussen Frankrijk en Duitsland en die tussen de Verenigde Staten en communistisch China.

Hij was een bijzonder raadgever van vier opeenvolgende pausen, die hij bijstond bij geheime operaties.
Na zijn dood getuigde de Amerikaanse auteur en vredesactivist Norman Cousins: Hij was een vredesagent die de ruimte vergrootte voor dialoog tussen de westerse democratieën en de Oost-Europese landen en die de spanningen verminderde tussen Oost en West.

## Publicaties
- Filmkunst, 1936.
- Filmleiding, 1937.
- Het geweten tegenoer de film, 1938.
- Offensief, geest en praktijk, 1939.
- Levenslugen in de film, 1940.
- The Apostolate Of Public Opinion,  1944.
- Filmleiding, Leuven, Davidsfonds, 1952.